# Drum național 22A
Der Drum național 22A (rumänisch für „Nationalstraße 22A“, kurz DN22A) ist eine Hauptstraße in der Dobrudscha in Rumänien.

## Verlauf
Die Straße beginnt in Hârșova östlich der Donau, wo sie vom Drum național 2A (zugleich Europastraße 60) abzweigt. Sie verläuft in nordöstlicher Richtung über Saraiu und Topolog, kreuzt in Ciucurova den Drum național 22D, mit dem sie über eine Strecke von 4 km gemeinsam verläuft, nimmt in Nalbant den kurzen Drum național 22F auf und endet schließlich in dem Dorf Cataloi rund 12 km südlich der Kreishauptstadt Tulcea am Drum național 22 (Europastraße 87).
Die Länge der Straße beträgt rund 86 km.